# Aqui é Portugal
Aqui é Portugal (Here is Portugal) é uma série de livros do autor Joseph Sultan. Foi lançado em 2022 e teve sucesso instantâneo, tendo atingido pouco mais de 1 milhão de leitores.

## As edições da série
A série foi disponibilizada em várias livrarias, incluindo Barnes and Noble, Rakuten Kobo, Tolino, Apple Books, Vivlio, Draft2Digital, SmashWords, Gumroad, Open Library e o site do autor.
Foi publicado como três livros diferentes em três idiomas que possuem um dos maiores grupos de falantes da região.
- Inglês: Here is Portugal[3]
- Árabe:هنا البرتغال[4]
- Ucraniano: Португалія тут і зараз[5]

## Conteúdo dos livros
O livro posicionou-se para promover Portugal como país, a sua cultura e defendê-lo como destino turístico e de viagens.
O livro começa com uma introdução à "nação do oceano" e à beleza de Portugal em geral, e atrai os leitores a descobrir mais sobre o povo e a cultura portuguesa.
Levando os leitores a uma viagem por Portugal, o escritor continuou a elencar as regiões de Portugal, começando pelo Norte do Minho, até à Ilha da Madeira, passando por Braga, Algarve, Estremadura, Alentejo, Guimarães e Beira Interior. Enquanto conta aos leitores sobre as belezas, pontos de cultura, cidades e mercados de cada parte.
O escritor prosseguiu com outros capítulos falando de paisagens como o Parque Nacional da Peneda-Gerês e das festas e comemorações de Portugal. Os museus, locais históricos, artistas, esportes aquáticos e praias também são destacados nos livros.
O fado Português também se destacou claramente como símbolo da cultura portuguesa, mergulhando na história, anatomia e artistas do Fado.

## Impacto
O livro é um contributo individual do escritor para a promoção de Portugal enquanto país e destino turístico.
Atingiu um milhão de leituras em todo o mundo, principalmente na região do Oriente Médio e Europa como (Reino Unido, Estados Unidos, Ucrânia, Polônia, Egito, Emirados Árabes Unidos, Arábia Saudita, Catar, Kuwait, Bahrein, Marrocos e Tunísia), considerando que foi publicado em três idiomas que estão entre os mais falados na região.
Foi apresentado por muitos meios de comunicação em toda a Europa e também no mundo árabe.